# Jacques Firmin Vimeux

Jacques-Firmin Vimeux fue un escultor francés, nacido en Amiens en 1740 y fallecido en la misma ciudad en 1828.

## Vida y obras
Contemporáneo de François Carpentier, fue un escultor, hábil con el cincel en la realización de decoración , nacido en Amiens el 12 de enero de 1740, hijo de Charles Adrien y de Marguerite Alct. Sus obras se enmarcan dentro del estilo Barroco.
De origen picardo, trabajó para la catedral de Notre-Dame de Amiens para la que realizó las siguientes obras :
- una escultura de san Honoré ejecutada en 1780 instalada en la capilla de San Honoré.
- un retablo con la figura de San Juan Bautista.
- una estatua de San Francisco de Asís.
- una estatua de Santa Margarita.
- un bajorrelieve de San Eloy. Este último, fechado en 1782 y que sirvió de altar de una de las capillas de la catedral de Amiens, fue trasladado a la iglesia de Domart-en-Ponthieu en 1853 .

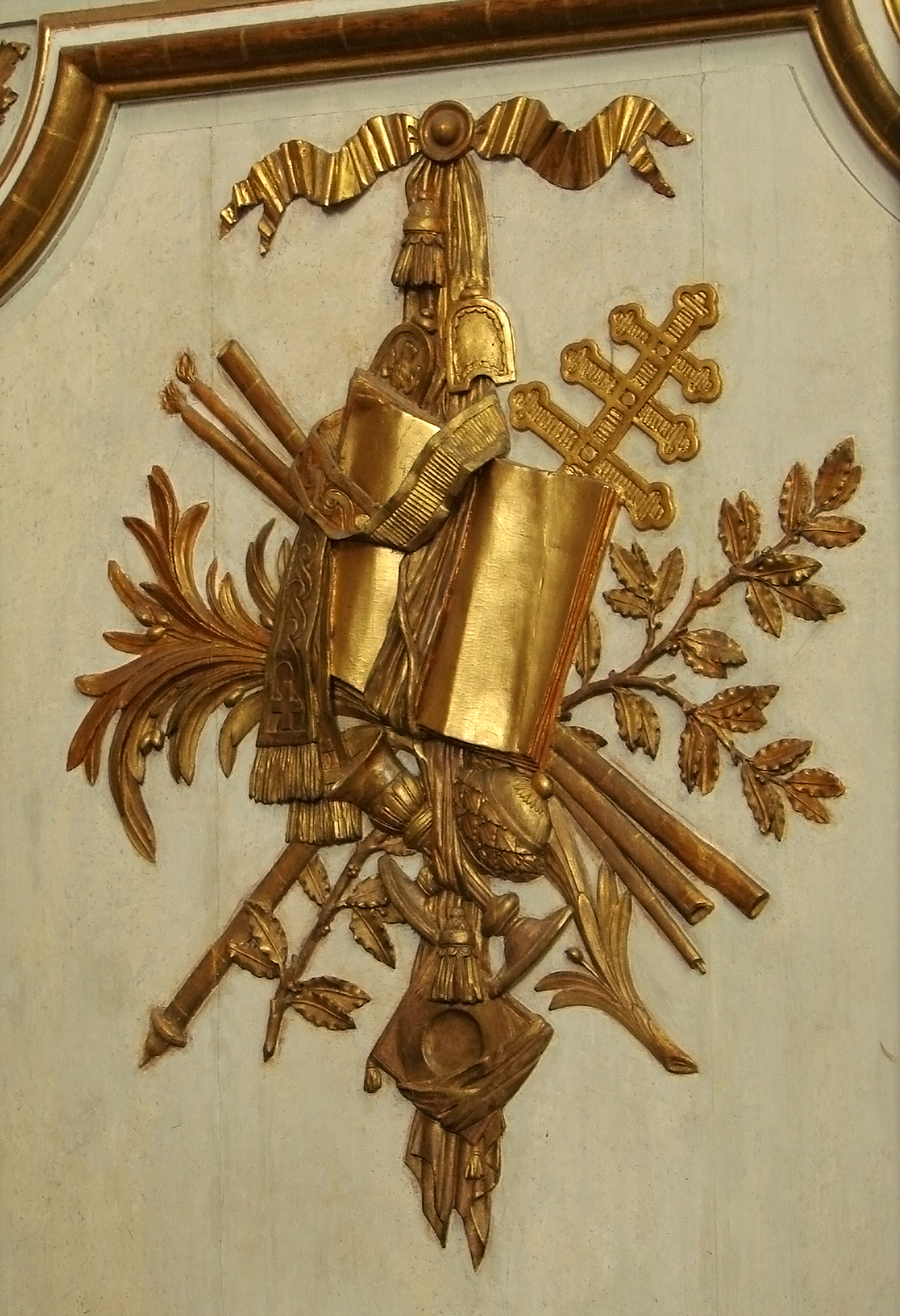
Decoración en relieve dorado, de la Capilla de San Francisco de Asís en la Catedral de Amiens
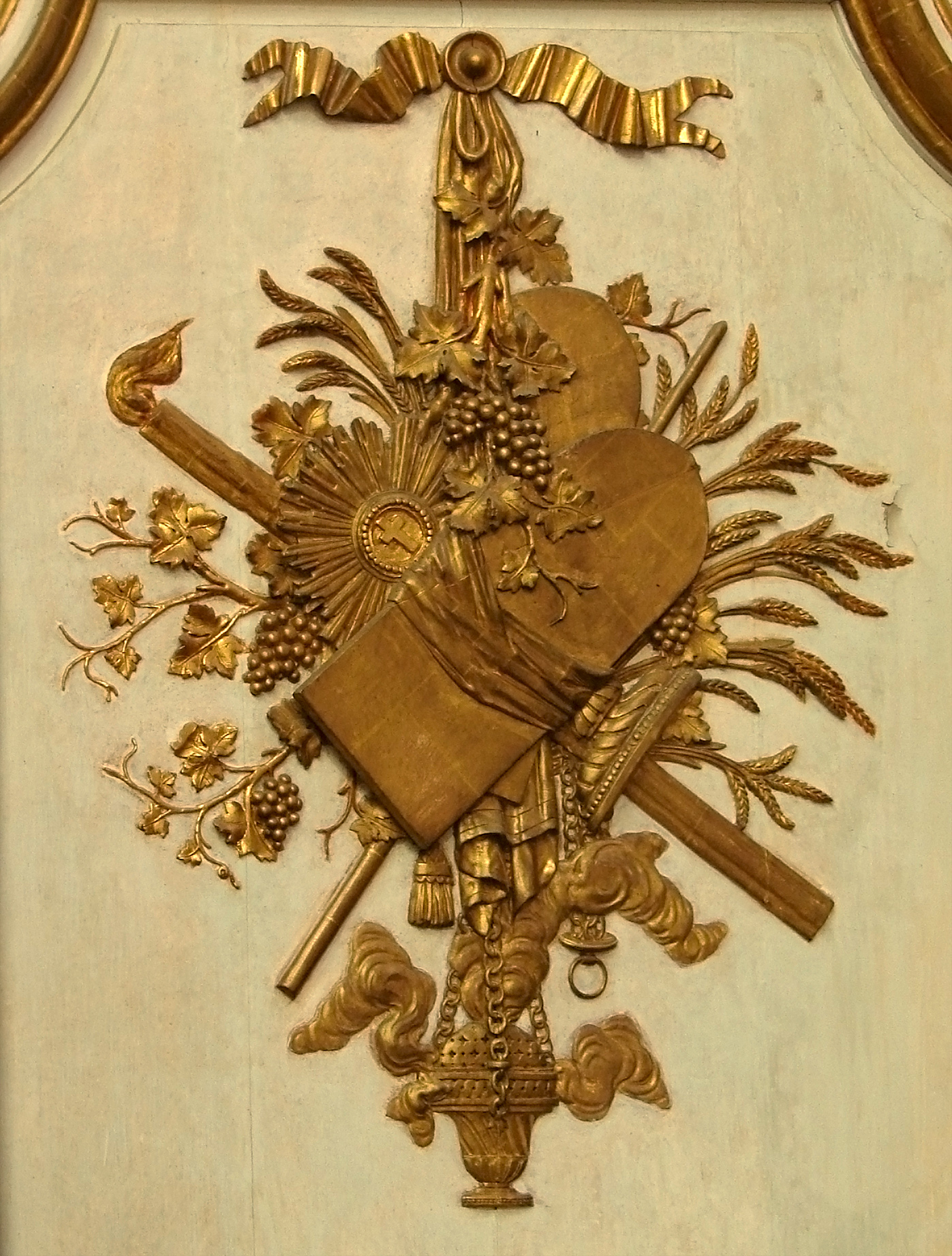
Decoración en relieve dorado, de la Capilla de San Francisco de Asís en la Catedral de Amiens
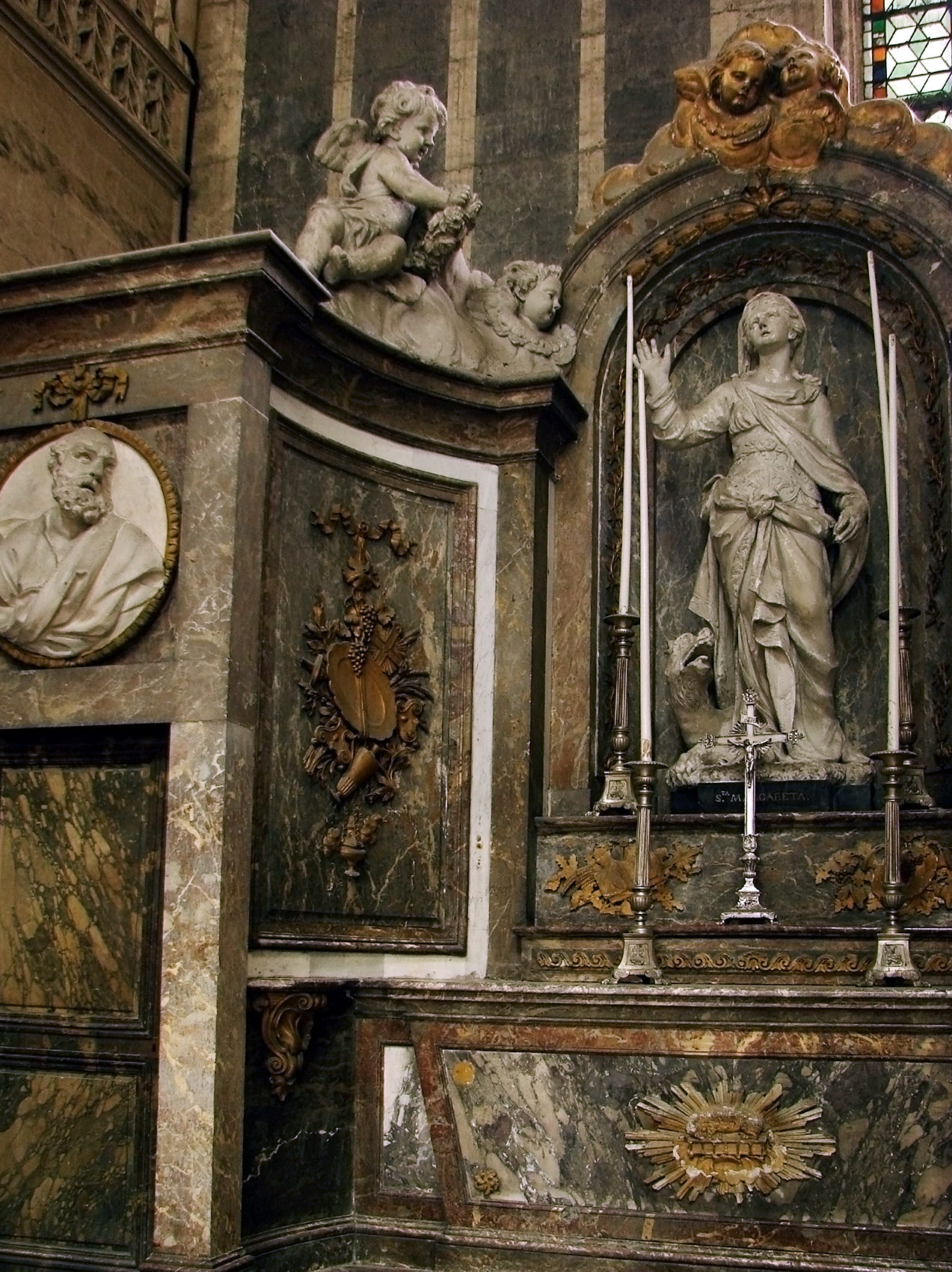
Estatua de Santa Margarita en Amiens, en la Catedral de Notre Damme de Amiens